# Municipio de Cosolapa
El Municipio de Cosolapa (del nahuatl: coxolli, atla, pa sobre el río de las codornices)(faisán, agua, en ‘En el agua de los faisanes’) es uno de los 570 municipios que conforman al estado mexicano de Oaxaca. Su cabecera es la ciudad de Cosolapa.

## Geografía
El municipio de Cosolapa es el municipio localizado en el extremo norte del estado de Oaxaca, tiene una extensión territorial de 112.499 kilómetros cuadrados que representa el 0.13% de la superficiente estatal y sus coordenadas geográficas extremas son 18° 29' - 18° 41' de latitud norte y 96° 35' - 96° 44' de longitud oeste. Su altitud es muy menor, siendo un máximo de 700 y un mínimo de 0 metros sobre el nivel del mar.
Limita al sur con el municipio de Acatlán de Pérez Figueroa y al norte con el estado de Veracruz de Ignacio de la Llave, en particular con el municipio de Tezonapa, el municipio de Omealca y el municipio de Tierra Blanca.

## Demografía
De acuerdo al último censo, realizado por el INEGI en 2010, en el municipio hay una población total de 14 667 habitantes, lo que le da una densidad de población aproximada de 127 habitantes por kilómetro cuadrado.

## Política

### Representación legislativa
Para la elección de diputados locales al Congreso de Oaxaca y de diputados federales a la Cámara de Diputados federal, el municipio de Cosolapa se encuentra integrado en los siguientes distritos electorales:
Local:
- Distrito electoral local de 1 de Oaxaca con cabecera en Acatlán de Pérez Figueroa.[5]

Federal:
- Distrito electoral federal 1 de Oaxaca con cabecera en San Juan Bautista Tuxtepec.[6]